# .ec
.ec — национальный домен верхнего уровня для Эквадора.

## Субдомены
Регистрация осуществляется или прямо на втором уровне, или на третьем уровне под следующими именами:
- .COM.EC — Коммерческие организации
- .INFO.EC — Общая информация
- .NET.EC — Провайдеры интернет-услуг
- .FIN.EC — Финансовые организации
- .MED.EC — Медицинские организации
- .PRO.EC — Представители профессиональных сообществ (архитектура, юриспруденция и пр.)
- .ORG.EC — Прочие организации
- .EDU.EC — Образовательные организации
- .GOV.EC — Правительство Эквадора
- .MIL.EC — Военные организации